# 邓若曾
邓若曾（1936年6月—），四川江津人，中国排球运动员、教练员。1980年代，他和袁伟民带领中国女排实现了五连冠。1989年被评为建国40年以来杰出教练员。

## 家庭
妻子是排球运动员蔡希琴。